# Mika Kaurismäki
Mika Kaurismäki (Orimattila, 21 de setembre de 1955) és un director de cinema, productor, guionista i muntador finlandès, germà gran del també director Aki Kaurismäki.

## Filmografia
| - 1981: Valehtelija - 1981: Saimaa-ilmiö - 1982: Arvottomat - 1983: Rikos ja rangaistus - 1985: Pimeys odottaa - 1985: Rosso - 1986: Ombres al paradís (Varjoja paratiisissa) - 1987: Helsinki Napoli All Night Long - 1989: Cha Cha Cha - 1989: Paperitähti - 1990: Amazon - 1991: Zombie ja Kummitusjuna - 1993: The last border - viimeisellä rajalla - 1994: Tigrero: A Film That Was Never Made - 1995: Condition Red - 1995: Yemanján tyttäret - 1996: Danske piger viser alt - 1997: Vaiennut kylä - 1998: Hiekkamorsian - 1998: L.A. Without a Map - 1999: En Släkting till älvorna - 2000: Highway Society - 2002: Moro No Brasil - 2003: Honey Baby - 2005: Brasileirinho | - 1981: Valehtelija - 1981: Saimaa-ilmiö - 1982: Jackpot 2 - 1982: Arvottomat - 1984: Klaani - tarina Sammakoitten suvusta - 1985: Rosso - 1987: Helsinki Napoli All Night Long - 1988: Yötyö (TV) - 1989: Cha Cha Cha - 1989: Paperitähti - 1990: Amazon - 1991: Zombie ja Kummitusjuna - 1993: The last border - viimeisellä rajalla - 1994: Tigrero: A Film That Was Never Made - 1995: Condition Red - 1996: Sambolico - 1996: Danske piger viser alt - 1998: L.A. Without a Map - 2000: Highway Society - 2002: Moro No Brasil - 2003: Honey Baby - 2004: Bem-Vindo a São Paulo - 2005: Brasileirinho - 2009: Un conte finlandais - 2009: Divorce à la finlandaise |

| - 1982: Jackpot 2 - 1982: Arvottomat - 1984: Klaani - tarina Sammakoitten suvusta - 1985: Rosso - 1987: Helsinki Napoli All Night Long - 1988: Yötyö (TV) - 1989: Cha Cha Cha - 1989: Paperitähti - 1990: Amazon - 1991: Zombie ja Kummitusjuna - 1993: The last border - viimeisellä rajalla - 1994: Tigrero: A Film That Was Never Made - 1996: Sambolico - 1996: Danske piger viser alt - 1998: L.A. Without a Map - 2000: Highway Society - 2002: Moro No Brasil - 2003: Honey Baby - 2005: Brasileirinho - 2009: Un conte finlandais - 2009: Divorce à la finlandaise | - 1982: Jackpot 2 - 1983: Huhtikuu on kuukausista julmin - 1984: Kello - 1984: Klaani - tarina Sammakoitten suvusta - 1989: Cha Cha Cha - 1991: Zombie et le train fantôme (Zombie ja Kummitusjuna) - 1993: The last border - viimeisellä rajalla - 1994: Tigrero: A Film That Was Never Made - 1995: Alerte rouge (Condition Red) - 1996: Sambolico - 1996: Danske piger viser alt - 2003: Honey Baby |